# Jan Wasiewicz
Jan Karol Wasiewicz (ur. 6 stycznia 1911 we Lwowie, zm. 9 listopada 1976 w Quilmes) – polski piłkarz występujący na pozycji pomocnika, reprezentant Polski w latach 1935–1938, olimpijczyk, podporucznik Polskich Sił Zbrojnych.

## Życiorys
Karierę sportową rozpoczął jako szesnastolatek w RKS Lwów. Kontynuował ją w Lechii Lwów i od 1933 roku w Pogoni Lwów. Do 1939 roku reprezentował lwowską Pogoń w 102 meczach. W kadrze narodowej debiutował 15 września 1935 we Wrocławiu w przegranym 0:1 meczu z Niemcami. Wystąpił na Igrzyskach Olimpijskich 1936 w Berlinie, na których wraz z drużyną zajął 4. miejsce (wystąpił w 3 z 4 meczów). W 1938 roku miał pewne miejsce w składzie reprezentacji Polski, lecz ostatecznie nie wystąpił w meczu przeciwko Brazylii na Mistrzostwach Świata 1938 z powodu kontuzji, jaką odniósł w spotkaniu ligowym z Warszawianką 10 dni przed meczem 1/8 finału mundialu (jedynie oficjalnie figurował w kadrze na to spotkanie).
Uczestniczył w kampanii wrześniowej, po przedostaniu się do Anglii służył jako podporucznik w 1 Dywizji Pancernej dowodzonej przez gen. Stanisława Maczka. Od 1949 roku mieszkał w Argentynie, zmarł 9 listopada 1976 w Quilmes.

## Ordery i odznaczenia
- Krzyż Walecznych[1]
- belgijski Krzyż Kawalerski Orderu Leopolda z palmą[2]
- belgijski Krzyż Wojenny z palmą[3]